# مرفق غير مناسب (رواية)
مرفق غير مناسب (بالإنجليزية: An Unsuitable Attachment)‏ هي رواية للكاتبة الإنجليزية باربرا بيم، نشرت عام 1963، عن دار نشر ماكميلان.